# Stephan Richter (Schauspieler)
Stephan Johannes Richter (* 1967) ist ein deutscher Schauspieler.

## Leben
Richter absolvierte von 1989 bis 1993 seine Schauspielausbildung an der Hochschule für Schauspielkunst „Ernst Busch“ in Berlin. Er hatte anschließend feste Theaterengagements an der Volksbühne Berlin (1993–1997) und am Staatstheater Hannover (1997–2000). 1998 spielte er am Staatstheater Hannover verschiedene Rollen (Kusin/Indianer/Legionskandidat) in der Uraufführung des Theaterstücks Adam Geist von Dea Loher; Regie führte Andreas Kriegenburg. Er verkörperte u. a. in der Rolle des Indianers den Geliebten der Hauptfigur Adam.
Von 2000 bis 2004 war er am Hamburger Thalia Theater engagiert. In der Spielzeit 2000/01 spielte er die Prostituierte Nadja in Andreas Kriegensburgs Inszenierung von Maxim Gorkis Schauspiel Nachtasyl. Außerdem spielte er in dieser Spielzeit auch die Rolle des Pascha in dem Theaterstück Der Schrei des Elefanten von Farid Nagim; mit dieser Produktion gastierte er im Juli 2001 auch bei den Bregenzer Festspielen. In der Spielzeit 2001/02 spielte er am Thalia Theater den jungen Höfling Spencer in Martin Kušejs Inszenierung des Schauspiels Edward II. von Christopher Marlowe. In der Spielzeit 2002/03 wirkte er am Thalia in der Gaußstraße in der Uraufführung des Theaterstücks Autofahren in Deutschland von Ulrike Syha mit. In der Spielzeit 2003/04 übernahm er am Thalia Theater vier verschiedene Rollen, u. a. die Rolle des Geheimdienst-Agenten John, in der Uraufführung der Theaterproduktion We are Camera/Jasonmaterial von Fritz Kater in der Regie von Armin Petras. Mit dieser Produktion gastierte er im Mai 2004 auch bei den Berliner Festspielen. Richter wirkte auch in dem von Petras realisierten Theaterfilm der Produktion mit.
2006 hatte er ein Gastengagement an der Volksbühne Berlin. 2007 wirkte er in einer Theaterproduktion des Tourneetheaters Landgraf mit. In der Spielzeit 2009/10 war er am Deutschen Theater in Berlin engagiert, wo er als Herold in Franz Grillparzers Schauspiel Das Goldene Vlies auftrat. In der Spielzeit 2010/11 wirkte er am Deutschen Theater Berlin in der Weihnachtsproduktion Das Wildpferd unterm Kachelofen von Christoph Hein mit.
Richter wirkte gelegentlich auch in Film- und Fernsehproduktionen mit. Im Tatort: Der letzte Patient (2010) spielte er, an der Seite von Maria Furtwängler, den Polizeibeamten Sven Berner. Richter hatte auch Episodenrollen in den Fernsehserien und Fernsehreihen SOKO Köln (2008), Ein starkes Team (2010) und Notruf Hafenkante (2011). Im Februar 2016 war Richter in der ZDF-Krimiserie SOKO Wismar in einer Episodenrolle als Friseurmeister Bertram Körner zu sehen.
Richter lebt in Berlin.

## Filmografie (Auswahl)
- 2005: Margarete Steiff (Fernsehfilm)
- 2006: Denk ich an Deutschland in der Nacht...Das Leben des Heinrich Heinrich (Fernsehfilm; Dokumentation)
- 2008: SOKO Köln (Fernsehserie, Folge: Warum musste Bubi Waldner sterben?)
- 2009: Liebe ist Verhandlungssache (Fernsehfilm)
- 2010: Ein starkes Team (Fernsehserie, Folge: Im Zwielicht)
- 2010: Tatort: Der letzte Patient (Fernsehreihe)
- 2011: Notruf Hafenkante (Fernsehserie, Folge: Freiwild)
- 2016: SOKO Wismar (Fernsehserie, Folge: Millionenerbe)

## Veröffentlichung
- Stephan Richter: Schauspieltraining. Ein Handbuch für die Aus- und Weiterbildung. 3., überarbeitete und aktualisierte Auflage. Henschel Verlag, Leipzig 2018, ISBN 978-3-89487-723-1.